# David Bateson
David Bateson, född 9 februari 1960 i Sydafrika, är en sydafrikansk-brittisk skådespelare. Han är mest berömd för rösten som huvudpersonen Agent 47 i datorspelserien Hitman.